# 태풍 오마르
태풍 오마르 (Typhoon Omar)는 1992년에 북서태평양에서 발생한 제15호 태풍이다. 4등급의 슈퍼 태풍(SSHS)이다. 이 태풍은 괌에 엄청난 피해를 입혔고 결국 퇴출되었다.

## 같이 보기
- 1992년 태풍